# Deadwind
A Deadwind (eredeti, finn címe: Karppi) egy finn bűnügyi dráma és Skandináv krimi műfajú televíziós sorozat, amit Rike Jokela készített és rendezett. A premiervetítése 2018 márciusában volt az Yle TV2 csatornán, majd 2018 augusztusában megtekinthetővé vált a Netflixen is. A sorozat cselekménye Sofia Karppi élete körül forog, aki egy 30 év körüli finn, női nyomozó a finn rendőrségnél, nemrégiben özvegyült, és 2 gyereket nevel egyedül. A Helsinki rendőrséghez történő visszatérésének követhetjük végig az első nyomozását, ami Anna Bergdahl, szociális ügyekkel foglalkozó tanácsadó halálának az ügye. A nyomozáshoz beosztanak mellé egy társat is, Sakari Nurmit, aki szintúgy egy fontos szereplője a sorozatnak.
Az első évad jó értékeléseket kapott Finnországban, így 2020 tavaszán várható a 2. évad megjelenése is az Yle TV2 csatornán. Sokan hasonlítják a The Killing, illetve A híd című sorozathoz.

## Áttekintés
Sofia Karppi újra elkezd dolgozni mint gyilkossági nyomozó a Helsinki Rendőrkapitányságnál, miután a férje egy autóbalesetben elhunyt. A  baleset miatt egyedül kell nevelnie és eltartania a lányait. Munkahelyére visszatérve egy új társat kap, Sakari Nurmit, akivel az első ügyük ugyanolyan átlagosnak tűnik, mint a többi, azonban kiderül, hogy ez ennél sokkal összetettebb munka. Egy nő ruháit találják meg szépen összehajtva egy építkezési területen és ez vezet el az áldozathoz, Anna Bergdahl-hoz, aki egy zsákban van eltemetve, egy csokor virággal a kezében. Kiderül, hogy a partszakasz egy szélerőművek fejlesztésével foglalkozó céghez tartozik, a Tempo-hoz. Usko Bergdahl, Anna férje teljesen le van sokkolva a hír hallatán, szembesülnie kell azzal, hogy egyedül kell helytállnia, mint családapa. Karppi és Nurmi együtt nyomoznak, és a szálak elvezetnek Anna munkájához a Tempo-nál, titkos kapcsolatához a cég egyik részvényesével és a fiatalkori traumáihoz is.

## Szereplők
| - Pihla Viitala - Sofia Karppi - Lauri Tilkanen - Sakari Nurmi - Jani Volanen - Usko Bergdahl - Pamela Tola - Anna Bergdahl - Eedit Patrakka - Armi Bergdahl - Elsa Brotherus - Isla Bergdahl - Tommi Korpela - Alex Hoikkala - Pirjo Lonka - Julia Hoikkala - Riku Nieminen - Roope Hoikkala - Jonna Järnefelt - Linda Hoikkala - Raimo Grönberg - Tapio Koskimäki - Mimosa Willamo - Henna Honkasuo - Noa Tola - Emil Karppi - Mikko Nousiainen - Jarkko Vaahtera - Marjaana Maijala - Maria Litma - Tobias Zilliacus - Rannikko - August Wittgenstein - Andreas Wolf | - Ville Myllyrinne - JP - Vera Kiiskinen - Raisa Peltola - Kari Hietalahti - Louhivuori - Antti Virmavirta - Lennart - Ylermi Rajamaa - Kiiski - Antti Reini - Stig Olander - Eero Ritala - Leo Rastas - Jemina Sillanpää - Laura - Alina Tomnikov - Iiris - Sulevi Peltola - Tuomas - Lilga Kovanko - Saara - Juhani Niemelä - Paavali Pusenius - Eero Milonoff - Jyränkoski - Minna Suuronen - Arjatsalo - Rabbe Smedlund - Fredrik Hoikkala - Manuela Bosco - Filippa |

## Gyártás
A Deadwind című sorozat Finnországban jelent meg 2018. március 14-én a Yle TV2 nevű finn televíziós csatornán. Később, 2018. augusztus 23-án vált láthatóvá a nagyközönség számára a Netflix gyártó és forgalmazó cég portálján. A sorozatot írta, és rendezte Rike Jokela, Jari Olavi Rantala és Kirsi Porkka. Forgalmazta a French About Premium Content, a Finnish Dionysos Films és a German H&V Production. A második évadot 2019 tavaszára hirdették meg, de még egyik platformon sem elérhető.

## Fogadtatás
A Deadwind első évada nagy sikert aratott az első vetítések után Finnországban. Minőségben felért a dán bűnügyi sorozattal, a The Killing-el, emellett számos díjra is nevezték, például a 2018-as Nordisk Film & TV Fond Díjra, a legjobb skandináv forgatókönyv kategóriában. A The Verge bulvárlap internetes oldalán is közöltek róla egy cikket, amiben az író, Noel Murray ezt nyilatkozta a sorozatról: „Realisztikus, zord, de emellett kielégíti a nézőt az, hogy a nyomozást mennyire okos és professzionális emberek végzik, és az, ahogy a kaotikus világban rendet teremtenek.” Rebecca Patton a Bustle magazin képviseletében a sorozatot például a The Bridge című dán-svéd alkotáshoz hasonlította. Véleményét a Deadwind-ről így foglalta össze: ,,Ugyannyira lenyűgöző és függőséget okozó, mint az elődei. Elvégre senki sem képes olyan borús bűnügyi sorozatokat készíteni, mint a skandinávok.”

## Epizódok
| Évad | Részek száma | Eredeti sugárzás  | Eredeti sugárzás |
| Évad | Részek száma | Évadbemutató      | Évadzáró         |
| 1.   | 12           | 2018. március 14. |                  |
| 2.   |              | 2020. április 5.  |                  |

### Első évad (2018)
| Sor. | Év. | Cím       | Rendező     | Író                                           | Premier           |
| 1. | 1.  | Az özvegy | Rike Jokela | Rike Jokela, Jari Olavi Rantala, Kirsi Porkka | 2018. március 14. |
| Sofia Karppi nyomozó férje elvesztése után pár hónappal ismét munkába áll társával Sakari Nurmival, miután rátalálnak egy nő holttestére elásva egy építkezési területen. Az érdekesség, hogy ez a Hoikkala testvérpár új projektjének helyszíne. Alex Hoikkala mérnök, egy lakóövezet létrehozásán dolgozik. Az építkezést egy új technológia segítségével (VCON-4), szélenergiával valósítanák meg. Mint kiderül, az áldozat, Anna Bergdahl több szempontból is kapcsolódik ehhez az építőipari vállalathoz. Mindeközben Usko Bergdahl értesül felesége haláláról, majd önkényes nyomozásba kezd, és felkutatja Anna fenyegetőjét, akit később a rendőrség is üldözőbe vesz. |     |           |             |                                               |                   |

| Sor. | Év. | Cím     | Rendező     | Író                                           | Premier           |
| 2. | 2.  | A parti | Rike Jokela | Rike Jokela, Jari Olavi Rantala, Kirsi Porkka | 2018. március 14. |
| A nyomozás, és a kihallgatások során kiderül, hogy Anna valami oknál fogva otthagyta a Tempo partit, a további nyomok pedig Stig Olander, vállalkozó, ingatlan befektető otthonába vezetnek. A férfi kapcsolatba hozza egyik barátját Leo Rastast az áldozattal, aki azonnal menekülőre fogja. Feltűnik egy gyanús idegen is, akinek egyelőre tisztázatlanok szándékai. Időközben betörnek Sofia lakásába, az elkövetőt azonban nem sikerül elkapnia. |     |         |             |                                               |                   |

| Sor. | Év. | Cím          | Rendező     | Író                                           | Premier           |
| 3. | 3.  | A jótétlélek | Rike Jokela | Rike Jokela, Jari Olavi Rantala, Kirsi Porkka | 2018. március 14. |
| Kamerafelvételek alapján kiderül, hogy Anna, Alex kocsijában hagyta el a partit, s a kocsit pár nappal később felrobbantották. A nyomozók felkeresik a férfit és testvérét, Roope-ot. Sofia-nak, az egyedülálló anyák mindennapjainak problémáival is meg kell küzdeni. Nurmi további információkat gyűjt az üggyel kapcsolatban, majd véletlenül összefut egy lánnyal, aki régi ismerőse. Sofia átkutatja Anna laptopját, amin nagyon meghitt képeket talál a nőről és Alex Hoikkala-ról. Később a férfi egy tévéműsor felvétele előtt komoly fenyegetést kap. |     |              |             |                                               |                   |

| Sor. | Év. | Cím       | Rendező     | Író                                           | Premier           |
| 4. | 4.  | Elrabolva | Rike Jokela | Rike Jokela, Jari Olavi Rantala, Kirsi Porkka | 2018. március 14. |
| A nyomozók kikérdezik Alexet a hétvégi parti eseményeiről, illetve az Annával való kapcsolatát illetően. Kiderül, hogy titokban viszonya volt a nővel. Alex feleségét, Linda-t egy forgatás közepén elrabolják, az elkövető telefonon keresztül adja az utasításokat a férfinak. Sofia főnöke utasítására nem dolgozhat tovább az ügyön, de ez nem tántorítja el. Alex a rendőrség kíséretében követi az emberrabló utasításait. Nurmi kiszabadítja Linda-t egy bombának tűnő szerkezettel felszerelt autóból, Alex pedig eltűnik. |     |           |             |                                               |                   |

| Sor. | Év. | Cím       | Rendező     | Író                                           | Premier           |
| 5. | 5.  | A testvér | Rike Jokela | Rike Jokela, Jari Olavi Rantala, Kirsi Porkka | 2018. március 14. |
| Sofia tudja, hol keresse Alexet, ezért utána indul. Eközben az emberrabló egy búvárokról készült videót mutat a férfinak, és azzal fenyegeti, ha nem mondja el az igazat a VCON-4 kapcsán, akkor megöli. Mielőtt elfajulna a helyzet a nyomozónő rálő a támadóra, Andreas Wolfra, aki ezután kómába esik. Sofia-t eltiltják az ügytől, ettől függetlenül további részleteket tár fel az eseményekről Anna partiról való távozását követően. Karppi lányáról titokban szexvideó készül. Nurmi kapcsolata tovább fűződik Lauraval,régi ismerősével. Alex bevallja feleségének, hogy viszonya volt. |     |           |             |                                               |                   |

| Sor. | Év. | Cím               | Rendező     | Író                                           | Premier           |
| 6. | 6.  | Növekvő fájdalmak | Rike Jokela | Rike Jokela, Jari Olavi Rantala, Kirsi Porkka | 2018. március 14. |
| Roope gyanúba keveredik, menekülni kezd Alex javaslatára, a rendőrség keresi. Sofia nevelt lánya, Henna elmondja, hogy egy fiú titokban szexvideót készített róla, amit mások is láttak az iskolában. Megtörténik Anna Bergdahl temetése. Sofia megsemmisíti a felvételt. Valaki belopózik Andreas Wolf kórházi szobájába, és megpróbálja lekapcsolni a lélegeztetőgépet. Henna eltűnik, hosszas keresés után a reptéren találják meg. |     |                   |             |                                               |                   |

| Sor. | Év. | Cím      | Rendező     | Író                                           | Premier           |
| 7. | 7.  | Gyökerek | Rike Jokela | Rike Jokela, Jari Olavi Rantala, Kirsi Porkka | 2018. március 14. |
| Roope-t elfogják, bevallja, hogy ő vezette az autót a party estéjén és beszélt Anna-val, azonban a nő kiszállt a kocsiból és elszaladt, ő pedig egyedül ment tovább. Felvételek alapján kiderül, hogy Anna felszállt egy buszra, majd Rönnvikbe utazott. A nyomozók odamennek, és érdekes információk derülnek ki Anna sportolói múltjáról és egy szexuális zaklatást végrehajtó edzőről. Alex projektjét az építkezéssel kapcsolatban nem akarják elfogadni néhány kérdéses adat miatt. A volt edző, Paavali Pusenius meghal, otthona lángokban. |     |          |             |                                               |                   |

| Sor. | Év. | Cím     | Rendező     | Író                                           | Premier           |
| 8. | 8.  | Terápia | Rike Jokela | Rike Jokela, Jari Olavi Rantala, Kirsi Porkka | 2018. március 14. |
| Kiderül, hogy rosszul állapították meg Anna halálának idejét, újra ki kell hallgatni mindenkit. Julia Hoikkala a WeltKraft vezetőjével tárgyal, Alex háta mögött. Sofia meglátogatja édesanyját. Nurmi felkeresi a magánkórházat, ahol Alexet kezelik, ott egy skizofréniában szenvedő beteg csapdába ejti. Usko fegyvert szeretne vásárolni, de nem tud, ezért ő maga készít egyet. Sofia rátalál Nurmira. Alex egyik ismerősét holtan találja otthonában. |     |         |             |                                               |                   |

| Sor. | Év. | Cím        | Rendező     | Író                                           | Premier           |
| 9. | 9.  | Az adakozó | Rike Jokela | Rike Jokela, Jari Olavi Rantala, Kirsi Porkka | 2018. március 14. |
| Alex próbálja bizonyítani igazát a projektjével kapcsolatban. Julia a WeltKraft kezére akarja adni a vállalkozást, Alex ellenzi. Tovább nyomoznak Anna múltjával kapcsolatban, ami egy csempészbandához vezet. Sofia komoly harcokat vív gyermekeivel, akik őt okolják apjuk halála miatt. A nyomozónő visszamegy a csempészek raktárába, ahol meglátják és kis híján megölik, de épp időben érkezik a rendőrség. |     |            |             |                                               |                   |

| Sor. | Év. | Cím     | Rendező     | Író                                           | Premier           |
| 10. | 10. | Egyedül | Rike Jokela | Rike Jokela, Jari Olavi Rantala, Kirsi Porkka | 2018. március 14. |
| Alex taxit hív, amit Usko Bergdahl vezet. A férfi tud a viszonyról, ezért bosszút akar állni, fegyvert fog Alexre. Sofia gyerekei Hamburgba utaznak. Nurmi szakít Lauraval. Julia Roope-pal együtt a WeltKraft kezére akarja játszani a VCON-4 projektjét. Sofia anyja meghal. Nurmi megtudja, hogy Usko és Anna veszekedtek. Alex otthonában ébred a fegyverrel, amit rászegeztek. Sofia-t végleg eltiltják az ügytől, ezért ellopja az aktát. Otthonában erősen ittas állapotban próbálja megoldani az ügyet, Nurmi vigyáz rá, majd titokban ketten dolgoznak tovább az ügyön. |     |         |             |                                               |                   |

| Sor. | Év. | Cím        | Rendező     | Író                                           | Premier           |
| 11. | 11. | Megsebezve | Rike Jokela | Rike Jokela, Jari Olavi Rantala, Kirsi Porkka | 2018. március 14. |
| Usko feladja magát a rendőrségen. Sofia és Nurmi Németországba utaznak. Alex megszerzi a valós adatokat a VCON-4-ről, amivel megkaphatja az engedélyt. Nurmi lemerül a bányatóba, ahol a búvárokról szóló felvétel készült, azonban két férfi elkapja őt, Sofia elmenekül, majd erősítést kér. Nurmi kiszabadítja magát, visszamennek Helsinkibe. Usko elmeséli mi történt, mikor utoljára látta Anna-t. Andreas felébred a kómából, Sofia kikérdezi. Rannikko, a Weltkraft vezetője gyanúsítottá válik, csapdába csalják, azonban Alex keresztülhúzza a számításaikat. |     |            |             |                                               |                   |

| Sor. | Év. | Cím        | Rendező     | Író                                           | Premier           |
| 12. | 12. | A kezdetek | Rike Jokela | Rike Jokela, Jari Olavi Rantala, Kirsi Porkka | 2018. március 14. |
| Kiderül, hogy Anna végig információkat adott át a Weltkraft számára a VCON-4-ről, de beleszeretett Alexbe és ki akart szállni. A parti folyamán az állandó titkolózás miatt szakít Alex-szel. Alex fegyvert fog Rannikkora, dulakodnak, majd Rannikko leesik a tetőről. Sofianak eszébe jut, hogy Anna-nak volt egy zaklatója, aki távolról figyelte, és Anna eltemetésének módja is gyanús számára, mintha egy halott menyasszonyra találtak volna akkor. Sofia átkutatja Usko házát, esküvői fotókat nézeget, ahol felkelti a figyelmét, hogy ugyanolyan csokra volt, mint amilyennel elásták Anna-t. Nurmi kikérdez egy nőt, aki egy városban született Anna-val, és ugyancsak zaklatták, majd azonosítja a férfit. Sofia egy furcsa átjárót talál Usko és szomszédja, Jarkko háza között, a férfi gyanúsan viselkedik. Nurmi felhívja Sofia-t, és elmondja neki, hogy a zaklató maga Jarkko. Ekkor a férfi leüti Sofia-t, aki bemenekül a pincében egy kis szobába. Nurmi azonnal odasiet, de a férfi elmenekül. Kiderül, hogy Julia eladta a részét a WeltKraftnak. Jarkko elrabolja Usko gyermekeit és Rönnvikbe hajt velük, ahol felkeresi apja leégett házát. A gyerekek kiszabadulnak, amíg a férfi magukra hagyja őket, a rendőrség megérkezik és letartóztatja Jarkkot, aki mindent bevall. |     |            |             |                                               |                   |